# Eunice badia
Eunice badia är en ringmaskart som beskrevs av Grube 1878. Eunice badia ingår i släktet Eunice och familjen Eunicidae. Inga underarter finns listade i Catalogue of Life.